# L'erede (film 2023)
L’erede (Le successeur) è un film del 2023 diretto da Xavier Legrand.

## Trama
Ellias Barnès, è uno stilista che ha appena ultimato la sua prima collezione di una grande casa di moda parigina passata sotto la sua direzione artistica. Lanciatissimo, ha però sempre più frequenti attacchi cardiaci che, in realtà parrebbero essere manifestazioni di un'ansia crescente. La notizia della morte del padre in Canada, che non vedeva e sentiva da vent'anni, non lo tocca particolarmente, se non per l'aspetto clinico della stessa, dato che la causa del decesso è un infarto. 
Per occuparsi del funerale e delle pratiche di successione, Barnès torna suo malgrado a Montréal dove magari può indagare anche meglio sui problemi cardiaci del padre. 
La villetta del padre riserva però nello scantinato una sorpresa che sconvolge la già fragile psiche dello stilista. Barnès vi trova reclusa una ragazza. Stressato e sotto choc decide di affrontare da solo la cosa ma non riuscendo a gestire l'esasperazione della prigioniera, reclusa lì forse da mesi, finisce per causarne un incidente che risulterà mortale per la stessa. Sempre più sconvolto e pressato dalle serrate incombenze che lui stesso si era dato per poter ripartire il prima possibile, Ellias decide di occultare il cadavere della ragazza prendendo tempo sullo sgombero della cantina e la vendita della villetta.
Recatosi alla cerimonia funebre di cui ha demandato la preparazione ad un'addetta e a Dominique, grande amico del padre, scopre dalle foto proiettate e dalla testimonianza del suddetto che la ragazza in cattività era Janie, la figlia scomparsa dell'amico di cui tutta la cittadinanza, lui compreso, si sono adoperati a lungo perché venisse ritrovata.
Ellias scoppia in un pianto dirotto che sorprende i pochi presenti e viene poi consolato da Dominique che ricorda come suo padre lo avesse difeso dalle allusioni su un suo coinvolgimento nella scomparsa della figlia.
Con la scusa di doversi recare in albergo, Ellias dà allora le chiavi della villetta a Dominique perché si rechi nella cantina a prendere delle cose. L'uomo avrà così modo di vedere quel rifugio segreto e scoprire una parte della terribile verità.

## Produzione
Il film, tratto dal romanzo L’Ascendant di Alexandre Postel, è diretto da Xavier Legrand, che ha sceneggiato con Dominick Parenteau-Lebeuf. È stato girato nel 2022 tra il Canada e la Francia.

## Distribuzione
Presentato in anteprima mondiale al Festival internazionale del cinema di San Sebastián 2023, è stato distribuito in Italia da Teodora Film a partire dal 20 febbraio 2025.

## Accoglienza
La critica ha evidenziato la sua struttura ibrida tra dramma familiare e thriller psicologico, paragonando lo stile narrativo a Hitchcock e alla tragedia moderna. L’interpretazione di Marc‑André Grondin è stata particolarmente apprezzata per profondità emotiva.